# Gyenes Károly
Gyenes Károly (Kiskunfélegyháza, 1947. augusztus 16.) magyar természetjáró, televíziós szerkesztő, riporter.
Egyetemi tanulmányait az ELTE Természettudományi Karán végezte 1966 és 1971 között. Diplomázása után a Magyar Televízióhoz került. Az Iskolatelevíziónál kezdett, ahol szerkesztő-riporterként oktatáspolitikai, matematikai, filozófiai műsorokat készített. A tévés munkával párhuzamosan 1983 és 1988 között pedagógiai kutatásokat szervezett az Országos Pedagógiai Intézet és az Oktatáskutató Intézet keretében. Mindezek mellett munkájának fontos területe volt a természetfilmezés. 1985-től dolgozott a Natura szerkesztőségében. 1987–88-ban az MTV Műsorszerkesztőségén volt szerkesztő, majd 1993-ig a TV-2 vezető szerkesztője. 1996-ban vette át az újjáalakult Natura-szerkesztőség vezetését, majd 2005-től az egész Művelődési Szerkesztőség vezetője lett. E minőségében mindvégig a természet megismertetése volt a legfontosabb célja. Még kezdő szerkesztőként vett részt Rockenbauer Pál országjáró sorozatának stábjában, majd tudatosan vállalva vitte tovább az ő szellemiségét, azzal a meggyőződéssel – mint egy interjúban elmondta –, hogy azok közül, akik a sorozatot gyerekként látták és mára felnőttek, sokan járják ma is a természetet és vágynak arra a nyugodt, kiegyensúlyozott légkörre és szemléletre, amely Rockenbauer két kéktúra-sorozatából (Másfélmillió lépés Magyarországon, …és még egymillió lépés) sugárzott. Televíziós munkája mellett évtizedeken át táboroztatott középiskolásokat, az utóbbi években pedig tizenéveseknek szervez vándortáborokat.

## Filmográfia
(nem teljes lista)
- Pedagógusok fóruma, Világnézet (1971–84)
- Kilenc ember faluja (dokumentumfilm Révfaluról, 40’, 1985; bemutató: 1986)
- …és még egymillió lépés (kéktúra-sorozat, 18×45’, 1986; bemutató: 1989)
- Szent István Emléktúra 1988 (riportfilm az 1988-as Szent István Emléktúráról, 1988)
- Kerekek és lépések (kéktúra-sorozat, 26×45’, 1990; bemutató: 1993–94)
- Világvédett lehetne… (ismeretterjesztő sorozat, 1992)
- A kölcsönkapott föld (környezet- és természetvédelmi magazin, 1993–2001)
- Bordal szőlőről, borról, emberekről… (dokumentumfilm-sorozat, 1994)
- Natúra (természetvédelmi magazin, 1994–2012)
- Bordal (dokumentumfilm, 54’, 1996)
- Emberek a természetben (ismeretterjesztő sorozat, 1996–97)
- Járóföld (ismeretterjesztő sorozat Magyarország tájairól, 24×30’, 1996–97)
- Roki (riportfilm Rockenbauer Pál halálának 10. évfordulója alkalmából, 38’, 1997)
- Dalma nővér (dokumentumfilm, 1999)
- Európa kék szalagja, a Duna (ismeretterjesztő sorozat a Duna végigevezéséről, 28×27’, 1999–2000; bemutató: 2001–2002, 2006)
- Szót kér a természet (300×1’, 1999–2002)
- Magyarország nemzeti parkjai (ismeretterjesztő sorozat, 10×25’, 2003–2006; bemutató: 2007)
- Válaszd a tudást! (2005–2007)
- Őrvidék, télen-nyáron (dokumentumfilm az Őrségről, 25', 2007–2008; bemutató: 2008)
- Téli kék (kéktúra-sorozat, 4×25’, 2008–2009; IV/1: A Naszály vállán; IV/2: Kő és sár; IV/3: Mesélő romok; IV/4: Télvarázs)
- Magyarország madártávlatból (ismeretterjesztő sorozat hazai tájakról, 4×25’, 2008–2009; bemutató: 2009; IV/1: Dunakanyar, Börzsöny; IV/2: Balaton-felvidék, Kis-Balaton; IV/3: Fertő-Hanság, Őrség, Vendvidék; IV/4.: Bükk-hegység)
- Több mint egy madár… (dokumentumfilm a kerecsensólyomról, 25', 2008)
- Geologika (portréfilm Juhász Árpád geológusról, 25' 2008)
- Víz alatt, föld alatt a Molnár János-barlangban (dokumentumfilm a Molnár János-barlangról, 25', 2008)
- Egy folyó születése (dokumentumfilm a Felső-Tisza végigevezéséről, 25’, 2008)
- Szép, szőke szerelmünk, a Tisza (ismeretterjesztő sorozat a Tisza végigevezéséről, 17×51’, 2008–2010; tv-bemutató: 2014–15)
- A szép csendje – Őszi séta Szabados Tamással (portréfilm Szabados Tamás operatőrről, 25', 2009)
- Ércnél maradandóbb… (dokumentumfilm a Másfélmillió lépés Magyarországon 40. évfordulójára, 80’, 2018–19; tv-bemutató: 2020)[2][3][4]

## Díjai, elismerései
- Pro Natura-díj[5] (1994)